# Liste des Justes en Bretagne
Compléments
Les « Justes » en Bretagne sont les personnes qui dans cette région ont protégé les Juifs pendant la Seconde Guerre mondiale, et ont reçu le titre de « Juste parmi les nations » décerné par l'Institut Yad Vashem. 
La médaille des Justes est la plus haute distinction civile de l'État d'Israël, elle est décernée aux non-juifs qui ont risqué leur vie pour sauver des Juifs pendant la Shoah. En Bretagne, vingt-deux habitants ont reçu cette distinction pour leur action en faveur des Juifs, à Dinan, Gausson, Jugon-les-Lacs, Rostrenen, Saint-Brieuc, Trémel, Fougères, Rennes, Sixt-sur-Aff, Buléon, Pluméliau.

## Côtes d'Armor

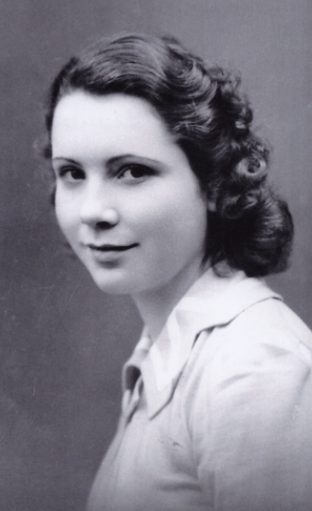
Anne Beaumanoir

### Dinan
- Anne Beaumanoir, 19 ans, cache deux enfants à Paris, Daniel et Simone Lisopravski, puis les emmène en Bretagne et les confie à ses parents Jean et Marthe Beaumanoir[1],[2],[3] ;
- Jean Beaumanoir, père d'Anne Beaumanoir, participe au sauvetage des enfants Lisopravski[1],[2] ;
- Marthe Beaumanoir, née Brunet, épouse de Jean et mère d'Anne Beaumanoir, cache séparément les enfants amenés par sa fille, puis elle les héberge tous deux chez elle[1],[2].

Anne, Jean et Marthe Beaumanoir sont reconnus Justes parmi les nations en 1996.

### Gausson
- Alexandre Dubos (1878-1957), cultivateur, maire de Gausson. Il fabrique et signe des faux papiers pour Fanny Rubin, fait envoyer des colis à son mari prisonnier et suscite le climat d'accueil dans sa commune[4].

Alexandre Dubos est reconnu Juste parmi les nations en 2017.

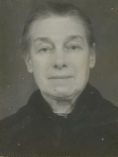
Anne-Marie Orveillon.

### Jugon-les-Lacs
- Anne-Marie Orveillon, née Gouvary (1888-1964), tient une épicerie-café. Elle protège et héberge deux garçons, Roland et Gérard Moryoussef[5],[6].

Anne-Marie Orveillon est reconnue Juste parmi les nations en 2009.

### Rostrenen
- Francine Girot, née Jegou (1898-1977), héberge chez elle Liliane Rozenbaum, une des deux jumelles amenées de Paris par sa voisine Césarine Rosenberg[7],[8] ;
- Césarine Le Floc'h-Rosenberg (1911-1991), emmène de Paris en 1943 deux sœurs jumelles âgées de trois ans, Françoise et Liliane Rozenbaum, et les héberge à Rostrenen, l'une chez elle, l'autre chez sa voisine Francine Girot[8],[9].

Francine Girot et Césarine Le Floc'h-Rosenberg sont reconnues Justes parmi les nations en août 2014,.

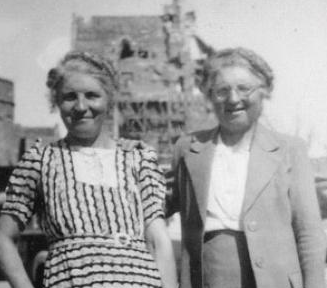
Marie et Elisa Josse.

### Saint-Brieuc
- Elisa Josse (1897-1973), sœur jumelle de Marie Josse, participe au sauvetage de Jacques Schuldkraut[10],[11],[12] ;
- Marie Josse (1897-1974), détenue politique, rencontre Madeleine Schuldkraut, juive, qui lui parle de son fils Jacques ; libérée alors que Madeleine Schuldkraut part en déportation, Marie Josse va à Paris avec sa sœur Elisa ; les deux sœurs font sortir l'enfant de son centre et l'emmènent chez elles en Bretagne, où elles le protègent en le faisant passer pour leur neveu[10],[11],[12].

Elisa et Marie Josse sont reconnues Justes parmi les nations en 2008.

### Trémel
- François ou Jean-François Le Lay, boulanger, cache chez lui Bohor, Décalo, et Jacques Lévy[13] ;
- Guillaume-Louis Le Quéré (1873-1963), cache chez lui trois puis six membres de la famille Levy[14],[15] ;
- Marie-Yvonne Le Quéré, née Droniou, contribue avec son époux Guillaume Le Quéré au sauvetage de la famille Levy[14],[15].

François Le Lay ainsi que Guillaume et Marie Le Quéré sont reconnus Justes parmi les nations en 2016,.

## Finistère
Au 1er janvier 2024, le Yad Vashem ne recense pas de Juste reconnu pour le département du Finistère parmi les Justes de Bretagne.

## Ille-et-Vilaine

### Fougères
- Angèle Breton, née Lesage (1911-1981), cache Liliane Brulant Mazurkas[17].

Angèle Breton est reconnue Juste parmi les nations en février 2017.
- Joseph Sénéchal (1896-1980), contremaître, sur la sollicitation de son neveu Joseph Lefranc, accueille Esther Kimel, dont le mari vient d'être arrêté, et leur bébé Anne-Marie[18],[19].
- Anna Sénéchal Plard (1896-1948), ouvrière, accueille avec son mari Esther et Anne-Marie Kimel jusqu'à la Libération de Paris[18],[19].

Anna et Joseph Sénéchal sont reconnus Justes parmi les nations le 23 novembre 2022.

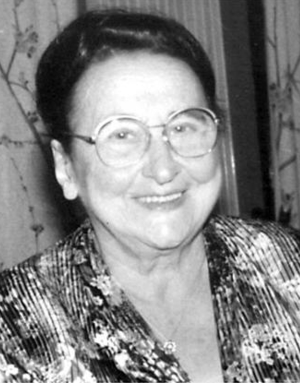
Marie-Louise Charpentier

### Rennes
- Marie-Louise Charpentier (1904-1998), assistante sociale à Rennes, sauve deux jeunes enfants, Raymond et Catherine Engelstein, et leur grand-mère Malka Engelstein[20],[21],[22].

Marie-Louise Charpentier est reconnue Juste parmi les nations en mai 1990.

### Sixt-sur-Aff
- Marie-Ange Fontaine, née Jarnier (1903-1989), agricultrice, accueille dans la seule pièce habitable de sa ferme le jeune Simon Grunsztajn amené par sa sœur et l'héberge jusqu'après la fin de la guerre[23] ;
- Félix Jarnier (1902-1965), agriculteur, participe à l'accueil du jeune Simon Grunsztajn amené par sa fille Léonie Luiggi[23] ;
- Léonie Luiggi, née Jarnier (1895-1974), agricultrice ; elle recueille et emmène en Bretagne le jeune Simon Grunsztajn, 12 ans, qui a été chassé par le fermier qui le gardait en pension, et elle le confie à sa sœur Marie-Ange Fontaine et à leur père Félix Jarnier[23].

Léonie Luiggi, Marie-Ange Fontaine et Félix Jarnier sont reconnus Justes parmi les nations le 25 avril 2018.

## Morbihan

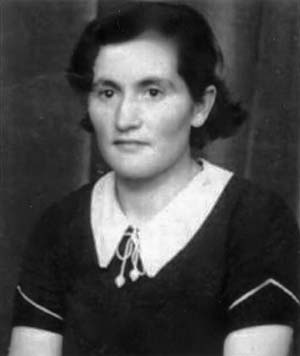
Augustine Le May

### Buléon
- Augustine Le May, née Faucheux (1915-2001), agricultrice, recueille bénévolement les trois membres de la famille Langer, les cache et subvient à leurs besoins, jusqu'à ce qu'ils soient dénoncés et arrêtés[24].

Augustine Le May est reconnue Juste parmi les nations en 2007.

### Pluméliau, Saint-Nicolas-des-Eaux
- Charles Henri Guy (1889-1983) accueille tous les ans à Saint-Nicolas-des-Eaux, de 1940 à 1945, le jeune Roger Stoutzer pour passer l'été à l'abri[25] ;
- Marie Renée Guy, née Guillemot (1898-1962) participe avec son mari Henri Guy à l'accueil estival du jeune Roger Stoutzer[25].

Henri et Renée Guy sont reconnus Justes parmi les nations en juillet 2006.